# 道の駅よしうみいきいき館
道の駅よしうみいきいき館（みちのえき よしうみいきいきかん）は、愛媛県今治市吉海町名にある国道317号の道の駅である。株式会社しまなみが管理運営を行っている。
下田水（しただみ）漁港に隣接しており、港から道の駅運営会社が来島海峡周辺を巡る「来島海峡急流観潮船」を運航している。

## 沿革
- 2000年（平成12年）8月18日 - 道の駅に登録される。
- 2007年（平成19年）4月 - 株式会社しまなみが指定管理者として運営開始。
- 2015年（平成27年）1月30日 - しまなみ海道周辺「道の駅」として近隣の道の駅4駅とともに「愛媛県施策の「愛媛マルゴト自転車道」のコース沿い、県内外のサイクリストが多く利用」を理由に重点道の駅に選定される[1]。
- 2017年（平成29年）4月1日 - 国家戦略特区の一環で全国初の道の駅の民営化が実施される[2]。

## 施設
- 駐車場
  - 普通車：100台
  - 大型車：10台
  - 身障者用：2台
- トイレ（いずれも24時間利用可能）
  - 男：大 2器、小 4器
  - 女：洋式7器 和式 3器
  - 身障者用：1器
- 公衆電話
- 休憩所
- 情報コーナー

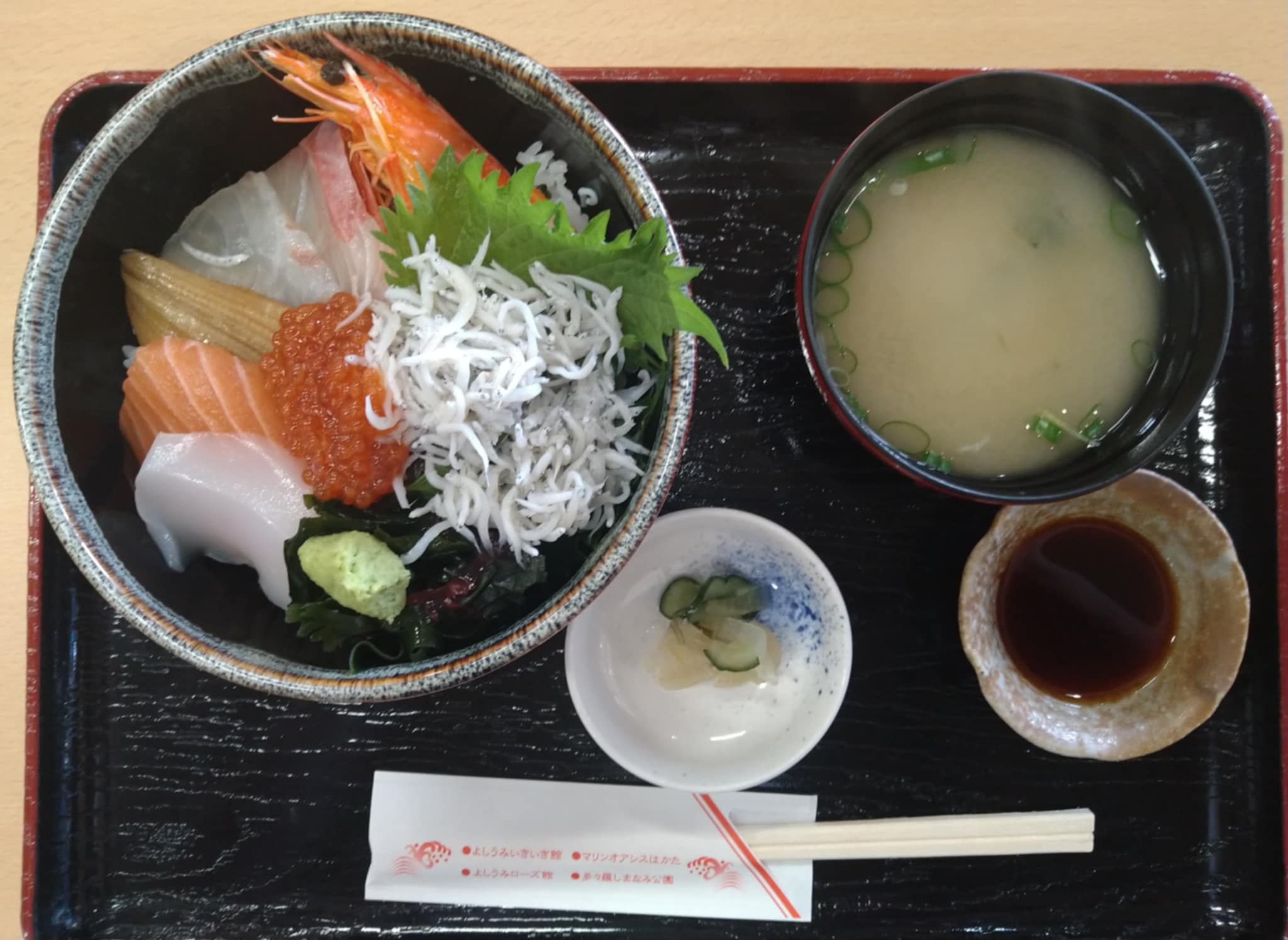
レストラン　海鮮丼波

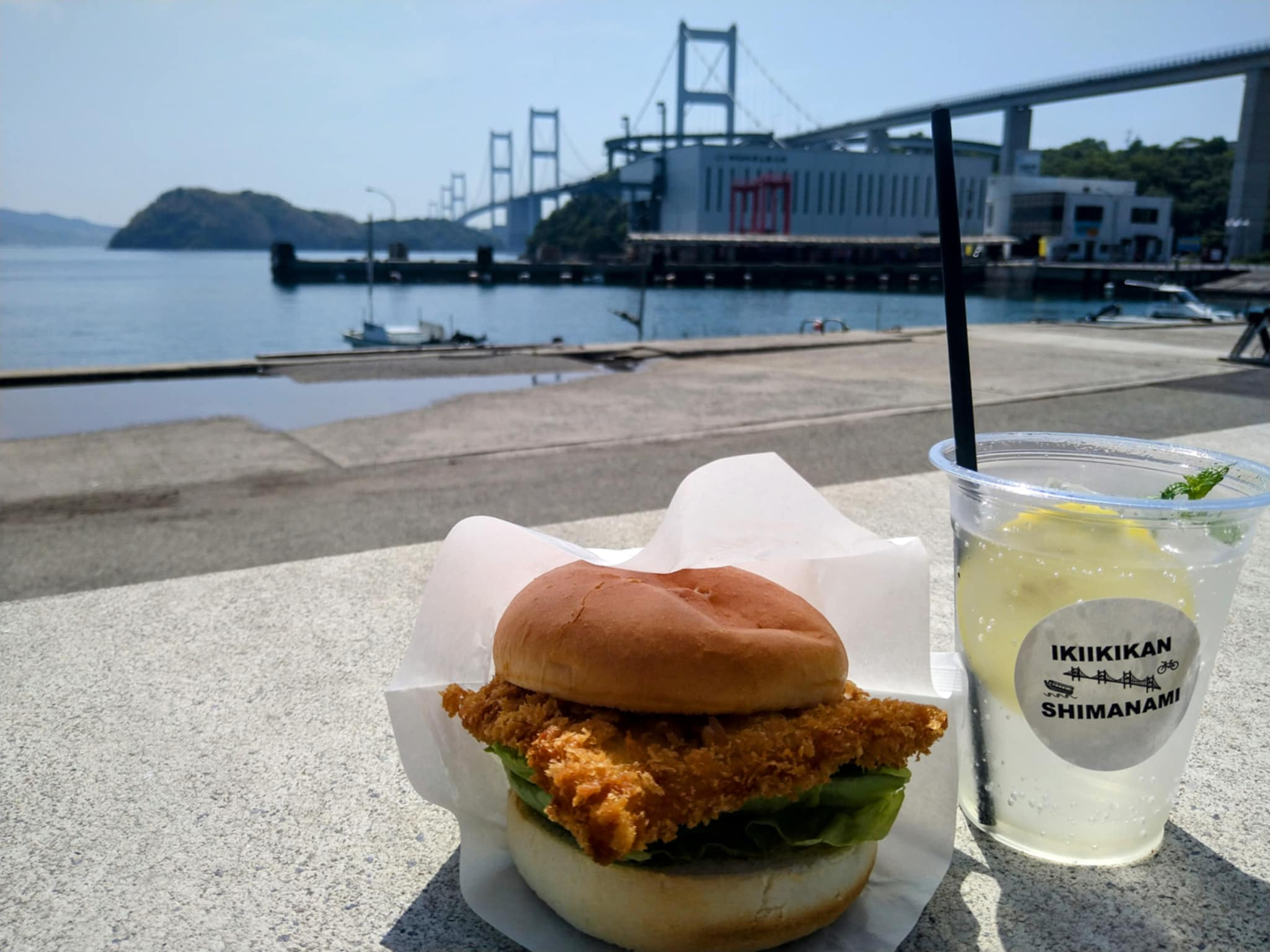
テイクアウト　 鯛カツバーガー

- 物産館（売店）(10:00 - 17:00)
- レストラン（10:00 - 15:00）
- 海鮮七輪バーベキュー(10:00 - 16:00)

### 管理団体
- 株式会社しまなみ

## 休館日
- 1月1日

## アクセス
- 国道317号 - 登録路線

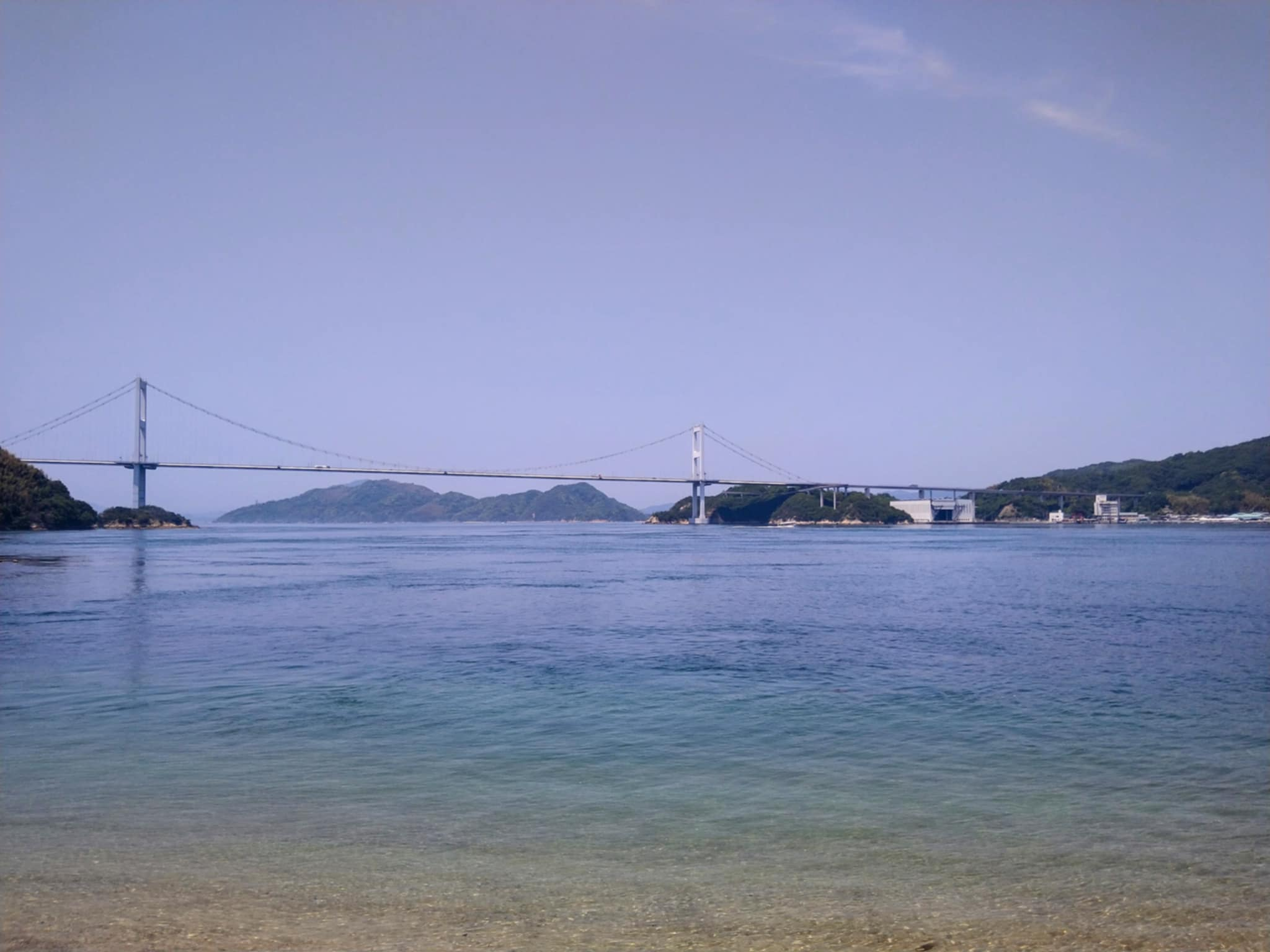
右端の緑色屋根が当館

- 西瀬戸自動車道 大島南IC（四国今治方面との出入のハーフIC）から約10分、本州方面からは大島北ICを利用のこと）
- 瀬戸内海交通（路線バス）「下田水港」下車して徒歩約1分。

## 周辺
- 来島海峡
- 来島海峡大橋
- よしうみバラ公園
  - ローズ館
- 下田水漁港